# 遠藤憲昭
遠藤 憲昭（えんどう のりあき、1971年〈昭和46年〉10月21日 - ）は、「DEVILOCK」プロデューサー、ファッションプロデューサー。埼玉県岩槻市（現・さいたま市岩槻区）出身。

## 略歴
大宮市立七里小学校（現・さいたま市立七里小学校）、岩槻市立城北中学校（現・さいたま市立城北中学校）、埼玉第一高等学校（現・開智高等学校）卒業。高校卒業後に渡米。ファッションについて学ぶ。ニルヴァーナなど数多くのロックバンドのライブをよく観に行っていた。
1990年代にはハードコア・パンクバンドGMFのボーカルとして活動。ライブは主に新宿LOFT、新宿ANTIKNOCK、高円寺20000V、SHELTER、下北沢屋根裏、Shibuya O-EAST、赤坂BLITZなどで行われた。1998年に「SUPERHYPE」を結成。結成当時のメンバーはヌンチャクの溝口和紀、デスファイルの武田、グラビーの村松剛。1996年にアパレルメーカー「デビロック」創業。
1997年から自社で行っている音楽イベントには多くの音楽家が出演、延べ20万人以上を動員。
2002年には路面販売店「PALMSTORE」を全国に10店舗展開。格闘技団体『修斗』のイベントサポートを1998年から2003年まで行いファッションと音楽と格闘技の融合を行い大きなカルチャーを生んだ。また2003年には自身の好きな新日本プロレスの興行を後楽園ホールとSHIBUYA-AXにて開催したりと様々な分野で活躍。音楽専門チャンネル『Viewsic（現MUSIC ON! TV）』にて『TVDEVILOCK』を企画。漫画『ONE PIECE』とのグッズ製作を行う。
2003年8月、女優の上原さくらと結婚。このとき上原は妊娠2ヶ月だったが、結婚発表の2週間後に流産。その後、2009年11月に離婚。
2004年から2006年まで、海外の人気アーティストを集めたグループ展覧会『VISUALL』をアメリカ、カナダ、香港、台湾、日本で開催。
2006年、ハローキティとDEVILOCKの合同プロジェクトをサンリオより発表。期間限定カフェ『cafe the devolock』オープン。
2007年、初の海外での展示会をニューヨークで行う。香港にてゲリラストア『DEVILCLOT』をオープン。リーバイス×DEVILOCK発売。
2008年、台湾にてヘネシー・ヴェノムGTと共にDEVILOCK STOREをオープン。司会番組がAMEBA STUDIOで開始。初のDJツアーをカナダバンクーバー、サンフランシスコで行う。北京で行われたアジア最大のファッションアワードに日本人ただ1人のプレゼンターとして参加。
2009年に幕張メッセにて洋服業界最大の音楽イベントDEVILOCK NIGHTを開催。延べ15000人の観客が集まった。
2010年11月11日、自身のブログ、DEVILOCKの公式サイト上で翌年の「2011年11月11日」にDEVILOCK解散を発表。その後自身のドキュメンタリー番組『遠藤憲昭〜反骨の体現者』が放送。また同時期に遠藤憲昭自伝『THE STORY~ストリートから伝説へ』を発表。
2011年にファッションサイトZOZOTOWNが感謝を込めて1日限り全ページをDEVILOCK色に変える。これはZOZOTOWN最初で最後のプロジェクト。スタートトゥデイでアパレルブランド販売第一号ブランドへの感謝の気持ちを捧げたものだった。
2012年2月25日と26日の両日、幕張メッセにてDEVILOCK NIGHT THE FINALを開催。延べ70,000人の集客を動員したが、運営に関して批判を集めた。その後、新たな事業のためカナダに移住。同年10月には自身の店VOLEをカナダバンクーバーにオープン。
2014年にはアメリカ大陸をランニングで1周するプロジェクト『THE WILD ONE』を開始。
2016年1月より、2004年にスタートしたイタリアのシューズメーカーBUCCHUSのクリエイティブディレクターに就任。
2017年、新たな事業のためオレゴン州ポートランドへ移住する。
2018年、アクセサリーブランドSCHWESTER開始。同年11月よりアパレルブランドDECOY&Coを開始。同年、TOKYO BASEが再始動させたDEVILOCKの監修を担当。

## 交友関係
ミロスガレージで開催されたロンドンナイトに通っていた大貫憲章・DJヒカルと交流がある。
ロンドンブーツ1号2号の田村亮とは互いに売れていない頃からの親友。
小栗旬はDEVILOCKにて約1年間アルバイトしていた。2人は今でも兄弟の様な間柄。
スタートトゥデイCEOの前澤友作とは昔のバンド仲間。インターネットでアパレルがまだ販売していない時期スタートトゥデイのアパレル事業を唯一許諾してくれたブランドの仲間として前澤が今でも尊敬する人物に遠藤を挙げる。後に遠藤は「仲間が何かに挑戦するというのだからメリットやデメリット関係なく無条件で協力するのが当然」という言葉を残した。
漫画家の古谷実とは高校1年生と2年生のクラスメイト。